# Rozstrzelane odrodzenie
Rozstrzelane odrodzenie (ukr. розстріляне відродження) – termin stosowany na określenie pokolenia ukraińskich artystów i naukowców, działających w latach 20. i początku lat 30. XX wieku na terenie Ukraińskiej Socjalistycznej Republiki Radzieckiej. Większość przedstawicieli tego pokolenia została aresztowana i zamordowana przez NKWD w latach 30. XX wieku, a szczególnie tragiczny był rok 1937.

Termin ten został wprowadzony przez emigracyjnego ukraińskiego literaturoznawcę Jurija Ławrinenkę. Upowszechniony został po wydaniu w Paryżu w 1959 przez Instytut Literacki z inicjatywy  Jerzego Giedroycia i Kultury almanachu ukraińskiej prozy i poezji z lat 1917–1933, ułożonej przez Ławrinenkę. Tytuł antologii zaproponował Giedroyc w liście do niego z 15 sierpnia 1958: 

„Co do tytułu. Czy nie byłoby może dobrze dać jako tytuł ogólny: Rozstrzelane odrodzenie. Antologia 1917-1933 etc. Tytuł wypadłby wtedy efektownie”

.
Przedstawicielami tego pokolenia byli m.in. Borys Antonenko-Dawydowycz, Kost Burewyj, Mychajło Bojczuk, Mykoła Chwylowy, Wasyl Czeczwianśkyj, Mychajło Draj-Chmara, Hryhorij Epik, Dmytro Falkiwśkyj, Pawło Fyłypowycz, Łeś Homin, Myrosław Irczan, Mychajło Jałowyj, Matwij Jaworski, Mychajło Johannsen, Pyłyp Kapelhorodśkyj, Jurij Kłen, Hryhorij Kosiaczenko, Hryhorij Kosynka, Mychajło Kozoris, Antin Kruszelnyćkyj, Iwan Kruszelnyćkyj, Mykoła Kulisz, Łeś Kurbas, Wasyl Mysyk, Jurij Narbut, Teodozij Osmaczka, Iwan Padałka, Wałerjan Pidmohylny, Jewhen Płużnyk, Kłym Poliszczuk, Wałerian Poliszczuk, Maksym Rylski, Wasyl Sedliar, Ołeksandr Sokołowśkyj, Ołeksa Slisarenko, Geo Szkurupij, Ołeksa Włyźko, Marko Woronyj, Ostap Wysznia, Mykoła Zerow.

## Literatura, linki zewnętrzne
- Almanach „Rozstrzelane odrodzenie”. fmm51.org.ua. [zarchiwizowane z tego adresu (2010-12-13)]. (ukr.).
- Jurij Ławrinenko, Розстріляне відродження: Антологія 1917–1933. Поезія– проза– драма– есей, Paryż 1959, wyd. Instytut Literacki.
- M. Słobożanin  (ps.) Mykoła Hłobenko(inne języki), W żelaznym pierścieniu w: Kultura nr 5/1950, Paryż 1950, wyd. Instytut Literacki s.33-43.
- Leonid Korzon (ps.) Łeonid Mosendz(inne języki), Ukraińscy neoklasycy-parnasiści w: Kultura  7/1948, Paryż 1948, wyd. Instytut Literacki s. 39-54.
- Oleh Kocarev – „Rozstrzelane odrodzenie” oraz strategie przetrwania. kulturaenter.pl. [zarchiwizowane z tego adresu (2014-10-16)].
- Anna Korzeniowska-Bihun – „Łeś Kurbas, czyli teatr Rozstrzelanego Odrodzenia”. Artykuł w miesięczniku „Teatr” 7-8/2008. teatr-pismo.pl. [zarchiwizowane z tego adresu (2016-07-01)].
- Agnieszka Korniejenko „Rozstrzelane odrodzenie”, Kraków-Przemyśl 2010, s. 272, ISBN 978-83-61329-03-9